# Stemodia durantifolia
Stemodia durantifolia là một loài thực vật có hoa trong họ Mã đề. Loài này được (L.) Sw. miêu tả khoa học đầu tiên năm 1791.